# Монте (пустеля)
Пустеля Монте — південноамериканський екорегіон, має площу 460 000 км². цілком розташовано на терені Аргентини і охоплює передгір'я провінцій Катамарка, Ла-Ріоха, Сан-Хуан, Сан-Луїс і Мендоса, а також на заході провінції Ла-Пампа і на крайній півночі провінції Ріо-Негро. Пустеля лежить південний схід від пустелі Атакама в Чилі, на північ від Патагонської пустелі, на схід від Анд і на захід від Сьєррас-де-Кордова

## Географія і клімат
Розмежування між пустелею Монте і пустелями Атакама і Патагонська пустеля не є точними. Зовні ця пустеля дуже схожа на Патагонську пустелю, де вулканічні опади, передгірні рівнини і нагромадження валунів доповнюють пустельний пейзаж, що є результатом близькості до стародавніх зруйнованих вулканів.
Край розташовано у дощовому сутінку Анд. На відміну від Атаками і Патагонської пустелі ця пустеля не має впливу холодних течій. Це призвело до того, що пустеля має більшу кількість різноманітних форм життя, ніж дві сусідні пустелі.